# 中医故事
《中医故事》是中国大陆拍摄的一部科教题材动画片，该作主要讲述的是一些与古代中国医术相关的故事。该作获2020年度优秀动画作品奖。

## 剧情
该作主要讲是与中医相关的事情，该作涉及到了古代名医扁鹊等人的事情，以及一些中药的故事。

## 外部連結
- 豆瓣电影上《中医故事》的資料 （简体中文）